# Liste der Kulturdenkmale in Lorentzweiler
In der Liste der Kulturdenkmale in Lorentzweiler sind alle Kulturdenkmale der luxemburgischen Gemeinde Lorentzweiler aufgeführt (Stand: 12. Januar 2025).

## Kulturdenkmale nach Ortsteil

### Blascheid
| Bild                | Bezeichnung                                           | Lage                                    | Beschreibung | Stufe | Eingetragen seit |
| ------------------- | ----------------------------------------------------- | --------------------------------------- | ------------ | ----- | ---------------- |
| Weitere Bilder      | Pfarrkirche Sankt Hubertus mit Friedhof und Wegekreuz | rue de Fischbach/rue de l’École (Karte) |              | PCN   | 5. März 2021     |
| ehemalige Schäferei | ehemalige Schäferei                                   | in der Bergwies (Karte)                 |              | PCN   | 21. Januar 2022  |

### Bofferdingen
| Bild     | Bezeichnung | Lage                             | Beschreibung | Stufe | Eingetragen seit |
| -------- | ----------- | -------------------------------- | ------------ | ----- | ---------------- |
| Wohnhaus | Wohnhaus    | 152, route de Luxembourg (Karte) |              | PCN   | 11. Februar 2022 |

### Helmdingen
| Bild                                                   | Bezeichnung                                            | Lage                                 | Beschreibung | Stufe | Eingetragen seit |
| ------------------------------------------------------ | ------------------------------------------------------ | ------------------------------------ | ------------ | ----- | ---------------- |
| Gebäude der ehemaligen Grundschule mit Platz und Wiese | Gebäude der ehemaligen Grundschule mit Platz und Wiese | 142–144, route de Luxembourg (Karte) |              | IS    | 30. Mai 1988     |

### Hünsdorf
| Bild     | Bezeichnung | Lage                                     | Beschreibung | Stufe | Eingetragen seit |
| -------- | ----------- | ---------------------------------------- | ------------ | ----- | ---------------- |
| Wohnhaus | Wohnhaus    | 34, rue de Steinsel (8, Am Haff) (Karte) |              | IS    | 18. Oktober 2013 |

### Lorentzweiler
| Bild                                         | Bezeichnung                                  | Lage                             | Beschreibung | Stufe | Eingetragen seit  |
| -------------------------------------------- | -------------------------------------------- | -------------------------------- | ------------ | ----- | ----------------- |
| Wegkreuz und Wegkapelle                      | Wegkreuz und Wegkapelle                      | 26, rue St. Laurent (Karte)      |              | PCN   | 6. März 2009      |
| Wohnhaus                                     | Wohnhaus                                     | 109, route de Luxembourg (Karte) |              | PCN   | 2. September 2022 |
| Weitere Bilder                               | Empfangsgebäude des Bahnhofs Lorentzweiler   | 82, route de Luxembourg (Karte)  |              | PCN   | 19. Oktober 2022  |
| Kapelle mit Wegkreuz aus dem 18. Jahrhundert | Kapelle mit Wegkreuz aus dem 18. Jahrhundert | rue St. Laurent (Karte)          |              | IS    | 2. März 2007      |
|                                              | Archäologische Fundstätte                    | Jaufferbësch (Karte)             |              | IS    | 4. Oktober 2018   |

Legende: PCN – Immeubles et objets bénéficiant des effets de classement comme patrimoine culturel national; IS – Immeubles et objets inscrits à l’inventaire supplémentaire

## Quelle
- Liste des immeubles et objets beneficiant d’une protection nationales, Nationales Institut für das gebaute Erbe, Fassung vom 23. Dezember 2024, S. 87–91 (PDF)

- Karte mit allen Koordinaten:
- OSM |
- WikiMap